# Andreas Wagner (político)

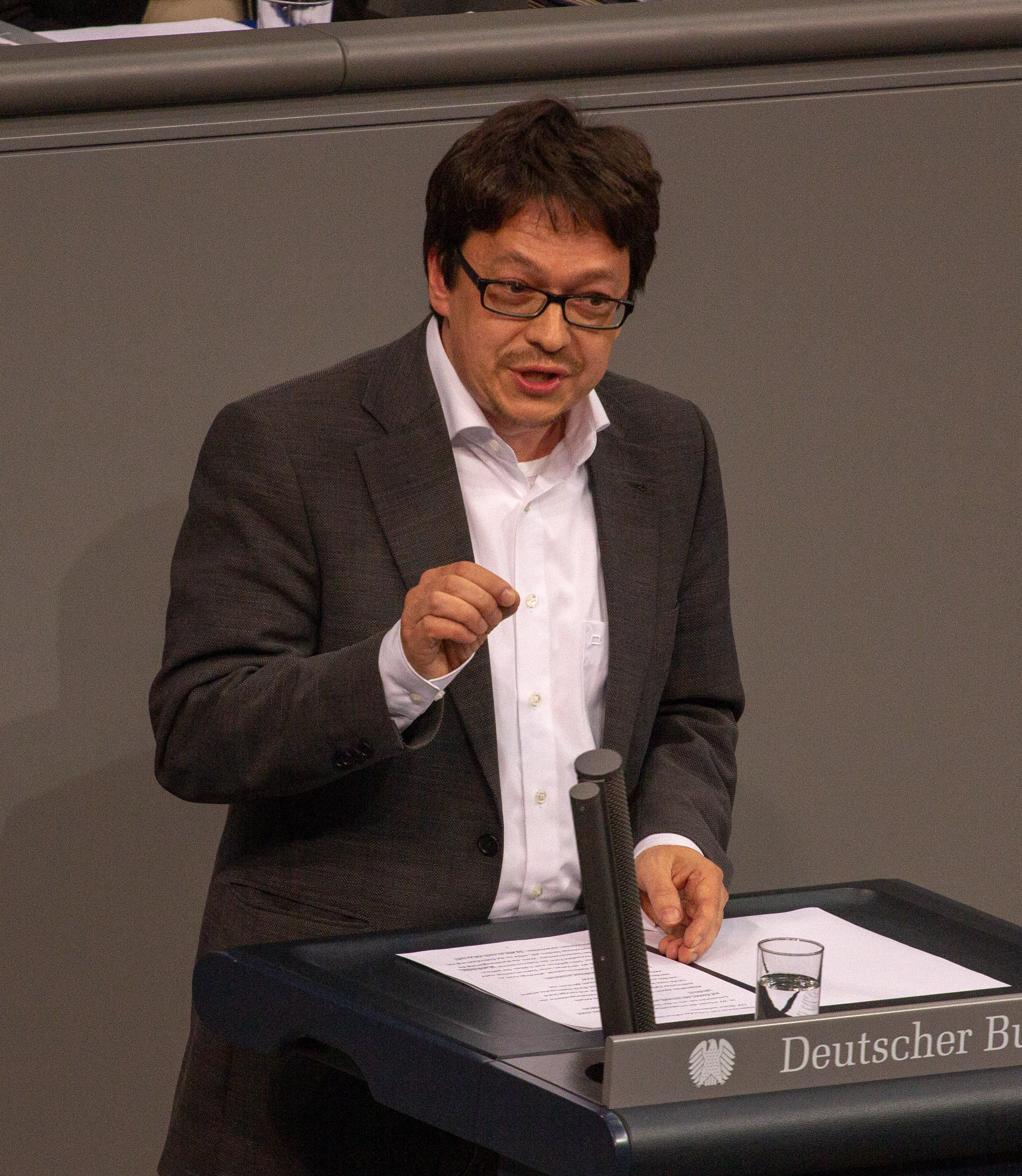
Imagem de Andreas Wagner em 2019.

Andreas Wagner (16 de abril de 1972) é um político alemão. Nascido em Bad Tölz, Baviera, ele representa A Esquerda. Andreas Wagner é membro do Bundestag do estado da Baviera desde 2017.

## Vida
Wagner concluiu o ensino médio e formou-se como fabricante de ferramentas, mais tarde como enfermeiro curativa. Ele tornou-se membro do bundestag após as eleições federais alemãs de 2017. É membro do Comité de Transporte e Infraestrutura Digital.